# Temperatura Curie
Temperatura Curie (oznaczana TC) – temperatura, powyżej której ferromagnetyk gwałtownie traci swoje właściwości magnetyczne i staje się paramagnetykiem, zjawisko to wynika ze zmiany fazy ciała stałego. Nazwa pochodzi od nazwiska francuskiego fizyka Pierre’a Curie (męża Marii Skłodowskiej-Curie).
W temperaturze niższej od temperatury Curie dipole magnetyczne atomów lub cząsteczek ustawiane są przez wiązania chemiczne w jednym kierunku, tworząc domeny ferromagnetyczne. W temperaturze powyżej temperatury Curie drgania cieplne sieci krystalicznej niszczą ustawienia dipoli magnetycznych, a dipole wykonują drgania.
Poprzez analogię do ferromagnetyków, w ferroelektrykach i ferroplastykach temperatura zaniku ich szczególnych własności też jest nazywana temperaturą Curie.
Temperatury Curie wybranych substancji w kelwinach:
| Substancja | Temperatura (K) |
| Fe         | 1043            |
| Co         | 1388            |
| Ni         | 627             |
| Gd         | 292             |
| Dy         | 88              |
| MnAs       | 318             |
| MnBi       | 670             |
| MnSb       | 587             |

| Substancja | Temperatura (K) |
| MnOFe2O3   | 573             |
| FeOFe2O3   | 858             |
| NiOFe2O3   | 858             |
| CuOFe2O3   | 728             |
| MgOFe2O3   | 713             |
| Y3Fe5O12   | 560             |
| CrO2       | 386             |
| EuO        | 69,3            |

| Substancja | Temperatura (K) |
| EuS        | 16,5            |
| CrBr3      | 37              |
| Au2MnAl    | 200             |
| Cu2MnAl    | 630             |
| Cu2MnIn    | 500             |
| GdCl3      | 2,2             |
| Fe2B       | 1015            |
| MnB        | 578             |

Dzięki opisywanemu zjawisku jest możliwa budowa silników cieplno-magnetycznych, w których energia cieplna zostaje przekształcona w mechaniczną za pośrednictwem oddziaływań magnetycznych. Budowa takiego urządzenia nie jest skomplikowana i może pełnić ono funkcję dydaktyczną.